# الحمام (بني سويف)
قرية الحمام هي إحدى القرى التابعة لمركز ناصر في محافظة بني سويف في جمهورية مصر العربية. حسب إحصاءات سنة 2006، بلغ إجمالي السكان في الحمام 7205 نسمة، منهم 3784 رجل و3421 امرأة.